# Jack Mills
Jack Ian Andrew Mills (Abingdon, 26 maart 1992) is een Engels voetballer die als verdediger speelt.
Mills speelde in de jeugd bij Reading FC en werd in de herfst van 2010 verhuurd aan Oxford City FC. Begin 2011 werd hij door Reading tot het einde van het seizoen 2010/11 verhuurd aan Telstar. Hij speelde zeven wedstrijden voor Telstar. Op 23 augustus 2011 debuteerde hij voor Reading in het League Cup-duel tegen Charlton Athletic. Een paar dagen later maakte hij zijn competitiedebuut tegen Charlton Athletic. In het seizoen 2012/13 speelde hij wederom voor Oxford City en begin 2013 ging hij over naar Staines Town FC. Sinds de zomer van 2013 komt hij uit voor Hayes & Yeading United FC. In 2014 speelde hij kort bij Wealdstone FC maar keerde al snel terug bij Hayes & Yeading waar zijn loopbaan medio 2015 eindigde.
Mills speelde in 2010 twee wedstrijden voor het Engels voetbalelftal onder 19.